# Береговое (Одесская область)
Береговое (укр. Берегове, изначально — Кошары) — село, относится к Беляевскому району Одесской области Украины.
Население по переписи 2001 года составляло 47 человек. Почтовый индекс — 67631. Телефонный код — 4852. Занимает площадь 0,35 км². Код КОАТУУ — 5121083803.

## Местный совет
67631, Одесская обл., Беляевский р-н, с. Мариновка, ул. Покровская, 1